# 慕容僂
慕容僂（?—?），昌黎棘城（今辽宁省义县西北）人，前燕宗室，慕容儁之弟，慕容皝的儿子。
354年，慕容儁封弟弟慕容恪为太原王，慕容评为上庸王，慕容霸为吴王，左贤王慕容友为范阳王，慕容宜为庐江王，慕容桓为宜都王，慕容遵为临贺王，慕容徽为河间王，慕容龍为历阳王，慕容纳为北海王，慕容秀为兰陵王，慕容岳为安丰王，慕容德为梁公，慕容默为始安公，慕容僂为南康公。儿子慕容臧为乐安王，慕容亮为勃海王，慕容温为带方王，慕容涉为渔阳王，慕容暐中山王。史书没有记载慕容僂以后的事迹。